# Mike Hawkins
Mikkel Cox (Aarhus, Dánia, 1991. május 22.) dán DJ. 2008 óta a Mike Hawkins álnevet használja. House-t, progresszív house-t, electro house-t készít.
Mike együttműködött pár lemezlovassal, például Jay Hardway-jel, Pablo Oliveros-szal, Toby Green-nel, Henry Fong-gal és sokan mással.
2011-ben Pablo Oliveros-szal elkészíti a Cherrycoke és a Not Another Anthem című számot.
2012-ben megalapítja a Megaton Recordsot. Pablo Oliveros és Toby Green itt adja ki a számait.
2013-ban kiadatja Toby Green-nel, és Henry Fong-gal a Hot Steppa című számot, illetve Pablo Oliveros-szal és Henry Fong-gal Jump!, és Pablo Oliveros-szal a Bangover című zenét.
2014-ben megjelenik a Soldiers, és remixet készít Martin Garrix és Jay Hardway Wizard, valamint Zedd Find You című számaiból. Még ebben az évben, szintén a Doorn Recordson adatja ki a Revolt-ot. Szintén e évben kiadatja Jay Hardway-jel a Freedom című zenét a Spinnin’ Recordson. December utolsó napján az Eaarthquake című száma jelenik meg.
2015-ben Jetfire együttműködésével alkotja a Desert Storm dalt.

## Diszkográfia[1]

### Zenéi
| Év   | Cím                                         | Kiadó            |
| ---- | ------------------------------------------- | ---------------- |
| 2009 | Into Sound                                  | Tone Diary       |
| 2009 | Dark Matter                                 | Tone Diary       |
| 2011 | Cherrycoke (Pablo Oliveros-szal)            | Tone Diary       |
| 2011 | Not Another Anthem (Pablo Oliveros-szal)    | Tone Diary       |
| 2013 | Jump! (Henry Fong-gal, Pablo Oliveros-szal) | Hysteria         |
| 2013 | Bangover (Pablo Oliveros-szal)              | Tone Diary       |
| 2013 | Hot Steppa (Henry Fong-gal, Toby Green-nel) | Spinnin' Records |
| 2014 | Soldiers                                    | Doorn Records    |
| 2014 | We Got This (Toby Green-nel)                | Megaton Records  |
| 2014 | Revolt                                      | Doorn Records    |
| 2014 | Freedom (Jay Hardway-jel)                   | Spinnin' Records |
| 2014 | Earthquake                                  | -                |
| 2015 | Desert Storm                                | Doorn Records    |
| 2015 | Shots Fired (Mightyfools-szal)              | Fly Eye Records  |
| 2015 | Telephone (DVBBS-zal)                       | Free download    |

### Remixei
- 2014: Nick Jonas - Chains (Mike Hawkins Remix)
- 2014: Zedd - Find You (Mike Hawkins Remix)
- 2014: Martin Garrix & Jay Hardway - Wizard (Mike Hawkins Remix)
- 2014: twenty one pilots - House Of Gold (Mike Hawkins Remix)
- 2013: j35on - Arena ft. Walker & Daniels (Mike Hawkins Remix)
- 2013: Paul Oakenfold - Touched By You ft. J. Hart (Mike Hawkins Remix)
- 2013: Toby Green - Quillion (Mike Hawkins & Pablo Oliveros Remix)
- 2012: Fatman Scoop, Hampenberg - Raise The Roof (Mike Hawkins & Pablo Oliveros Remix)
- 2012: Ryan Mendoza - Focus (Mike Hawkins Remix)
- 2011: In The Screen - We Are The Night ft. Rachael Starr (Mike Hawkins & Thomas Sagstad Remix)
- 2011: Serge Devant - On Your Own ft. Coyle Girelli (Mike Hawkins & Thomas Sagstad Remix)
- 2011: Wally Lopez - Yeah (Thomas Sagstad & Mike Hawkins Remix)
- 2011: Kenneth Thomas - Driver ft. Roberta Harrison & Steve Taetz (Thomas Sagstad & Mike Hawkins Remix)
- 2010: Trafik - Paid Up IN Full (Thomas Sagstad & Mike Hawkins Remix)